# Frits Koeberg
Frits Ehrhardt Adriaan Koeberg (Den Haag, 15 juli 1876 – aldaar, 9 november 1961) was een Nederlandse componist, muziekpedagoog en dirigent. Hij was een zoon van het echtpaar Gilles Koeberg en Katharina Cornelia Eijlbracht.

## Levensloop
Koeberg studeerde aan de toenmalige Koninklijke Muziek- en Zangschool, nu: Koninklijk Conservatorium, in Den Haag piano, compositie en orkestdirectie bij onder anderen Willem Frederik Gerard Nicolaï en Henri Viotta. Vervolgens studeerde hij bij Xaver Scharwenka aan het Klindworth-Scharwenka-conservatorium in Berlijn en ook aan de Akademie der Künste in Berlijn.
Hij was werkzaam als dirigent van het Leidsch Studenten Muziekgezelschap Sempre Crescendo (1902-1931) en van de Haagsche Orkest-Vereeniging Musica (1911-1938). Sinds 1914 was hij als docent voor muziektheorie en samenspel verbonden aan zijn alma mater, het Koninklijk Conservatorium Den Haag. Vanaf 1892 werkte hij eveneens als componist.
Op 27 juli 1905 trouwde hij met Diderica Agatha Vink in Utrecht. Dit huwelijk werd op 4 augustus 1921 ontbonden. Op 31 januari 1923 huwde hij Cornélie Henriette Hermine Hartman.

## Composities

### Werken voor orkest

#### Symfonieën
- 1896-1897 - Sinfonie - De Jaargetijden, voor orkest
- 1901 - Stimmung-Symphonie, voor orkest
- 1904 - Symfonie nr. 3 - Zwitsersche, voor orkest

#### Andere werken voor orkest
- 1894 - Andante, voor orkest[6]
- 1894 - Scherzo, voor orkest
- 1895 - Ouverture in a mineur, voor orkest
- 1895 - Ouverture in d mineur, voor orkest
- 1896 - Ouverture - Nijdia, voor orkest
- 1898 - Idylle, voor orkest
- 1898 - Im Walde, symfonisch gedicht
- 1899 - Concert-Ouverture, voor orkest
- 1899 - Pastorale, voor hobo en orkest
- 1900 - Romance, voor viool en orkest
- 1900 - Zelma - Voorspel, voor orkest
- 1903 - Faunen-Tanz, scherzo-caprice voor viool en orkest
- 1904 - Academische Feestmarsch, voor orkest - opgedragen aan: Leidsch Studenten Muziekgezelschap "Sempre Crescendo"
- 1905 - Bruids-Marsch, voor orkest
- 1906/1912 - Lenore, voor declamatie met orkest - tekst: Gottfried August Bürger
- 1906 - Touw-Menschen (Marionettes), suite
- 1906 - Vivat - floreat - crescat (1831-1906) Sempre-Crescendo, symfonische muziek voor orkest
- 1909 - Waarheid en Chimere, voor spreker en orkest - tekst: Willem Adriaan van Konijnenburg
- 1918 - Zevenzot, scherzo voor orkest
- 1919 - Zeelandia, voor orkest
- 1920 - Zonne - weg, voor orkest
- 1920 - Intermezzo (Avond-muziek), voor kamerorkest
- 1920 - M'n "Zonneweg", voor orkest
- 1920 - Zots-Kap, dans voor orkest
- 1929 - "'t Wilhelmus", voor declamatie met orkest
- 1935 - Apen-dans, voor orkest
- 1935 - Una Melodia, voor orkest
- 1936 - In Gondola, voor orkest
- 1936 - Pazzia - Olandese, scherzo voor orkest
- 1937 - La Pastorella, voor orkest
- 1941 - Chimère's - Simpele variaties op een eigen treurig thema, voor orkest
- 1946 - Uit de lage Landen "Licentia - poëtica", voor orkest
- 1948 - Om de dorps-pomp, 3 dansen met variaties voor orkest
- 1957 - Dialogen, voor orkest
- - Intermezzo, voor strijkorkest
- - Klooster-variaties "Daar boven tusschen de Oude Wallen", voor orkest

### Werken voor harmonieorkest
- 1907 - Lorenzo de Medici - Intocht en Welkomstlied, voor mannenkoor en harmonieorkest
- 1907 - Lorenzo il Magnifico (de Medici) - Twee marschen in Italiaanschen stijl, voor harmonie- of fanfareorkest
- 1924 - Dies Natalis, voor harmonie- of fanfareorkest
- 1933 - Hollandia, voor harmonieorkest
- 1934 - No 7 Een Stap verder?, mars voor harmonie- of fanfareorkest
- 1934 - De Speeldoos van Pandora, suite voor harmonieorkest
  1. Opening
  2. Trippeldans
  3. Chimère
  4. Tarantella
  5. Marsch van den haan met zijn kippen
  6. De pas van 5
  7. Sluiting
- 1936 - De Koninklijke Militaire Kapel, voor harmonieorkest
- 1942 - Vrijheidslied, voor harmonie- of fanfareorkest
- - Zeelandia voor harmonieorkest bewerkt door Coenraad Lodewijk Walther Boer

### Muziektheater

#### Opera
| Voltooid in | titel       | aktes       | première       | libretto         |
| ----------- | ----------- | ----------- | -------------- | ---------------- |
| 1916        | Bloemenkind | 3 bedrijven | 1917, Den Haag | van de componist |

#### Operette
| Voltooid in | titel | aktes       | première | libretto      |
| ----------- | ----- | ----------- | -------- | ------------- |
| 1928        | Viola | 4 bedrijven |          | A. den Hertog |

#### Toneelmuziek
- 1907 - Bloemensproke, sprookje in 4 delen voor spreker, zangstem(men), koor en instrumenten
- 1908-1909 - Lorenzo de Medici, Plato-mimemspel in 5 afdelingen, voor declamatie, mannenstemmen en orkest
- 1910 - Alionora - spel van het huwelijk van Reynalt van Nassaw, hertog van Gelre, en Alianora van Engeland, openluchtspel voor gemengd koor en orkest - tekst: P.C. Boutens
- 1924 - Middelburg's Overgang in 1574, voor vijf- of meerstemmig gemengd koor en orkest[7] - tekst: P.C. Boutens

### Vocale muziek

#### Cantates
- 1923 - Koninginne, cantate voor vijf- of meerstemmig gemengd koor en orkest - tekst: August Heyting

#### Werken voor koor
- 1900 - Herbsttage, voor gemengd koor - tekst: Anna Ritter
- 1902 - Avondlied, voor driestemmig vrouwenkoor en harp - tekst: Hélène Swarth
- 1902 - Die Jagd nach dem Glück, voor mannenkoor - tekst: Anna Ritter
- 1907 - Lorenzo de Medici - Intocht en Welkomstlied, voor mannenkoor en harmonieorkest
- 1908 - Italiaansch liedje, voor driestemmig meisjeskoor, mandolines en gitaren - tekst: Lorenzo de Medici
- 1928 - Holland: "de bruid", voor mannenkoor - tekst: Jan Prins
- 1937 - Volkslied "Aan het Nederlandsche Volk", voor gemengd koor - tekst: B.H. Kemper
- 1944 - Eene Fuik, voor mannenkoor - tekst: Jacob Cats
- 1945 - Dank, voor gemengd koor (of mannenkoor (TTBB)) a capella - tekst: J.C.G. van Evert
- - Wij groeten U, voor tweestemmig koor

#### Liederen
- 1892 - In 't Donker, voor zangstem en piano - tekst: Hélène Swarth
- 1900 - Heimweh, voor zangstem en piano - tekst: Anna Ritter
- 1900 - Frühlingsmärchen (Lentesprookje), duet voor sopraan, bariton en piano - tekst: Anna Ritter
- 1902 - Das Mädchen, voor zangstem en piano - tekst: Adelbert von Chamisso
- 1905 - Begrabe deine Toten, voor sopraan (of alt, of tenor) en piano (of klavecimbel) - tekst: Karl Siebel
- 1905 - Mailied, voor zangstem en piano - tekst: Johann Wolfgang von Goethe
- 1905 - O süße Mutter, voor zangstem en piano - tekst: Friedrich Rückert
- 1909 - Zes liederen, voor tenor en piano (of klavecimbel) - tekst: Anna Ritter
  1. Sonnenregen
  2. Brautring
  3. Novemberabend
  4. Die Glocke des Glücks
  5. Sieghafte Lust
  6. Geheimnis
- 1921 - Das du mich liebst, das wüßt ich, voor sopraan (of alt, of tenor) en piano
- 1921 - Liedchen - Een muzikaal "Oogenblik", voor zangstem en piano - tekst: Julius Sturm
- 1929 - Levensliedje, voor zangstem en piano
- 1937 - Volkslied "Aan het Nederlandsche Volk", voor zangstem en orkest - tekst: B.H. Kemper
- 1945 - Vrijheidslied, voor zangstem en piano - tekst: J.C.G. van Evert
- - Dansliedje uit "Een koningssproke", voor zangstem en piano
- - Liedchen "Leise zieht durch mein Gemüt", voor zangstem en piano - tekst: Heinrich Heine

### Kamermuziek
- 1893 - Strijkkwartet in D majeur
- 1903 - Serenade, voor cello en piano
- 1916 - Intermezzo, voor strijkkwartet
- 1916 - Rondinette, voor viool en piano
- 1917 - Grazia e Saluta, voor viool en piano
- 1917 - Serenatina, voor viool en piano
- 1917 - Thema con Variazioni, voor strijkkwartet
- 1934 - Violinetta, voor viool en piano

### Werken voor piano
- 1907 - Petite Valse
- 1920 - Dans
- 1920 - Mazurka
- 1920 - Vraag-"Volksliedje"
- 1926 - Tamboer, voor spreekstem en piano - tekst: Annie van Beyma
- 1928 - Variaties op het "Wilhelmus van Nassouwe"
- 1940 - Muizen-Marsch
- 1943 - Melodie
- 1943 - Tempo di Valse Lente
- 1950 - Arabella